# Delisle (Mondkrater)
Delisle ist ein Einschlagkrater auf der nordwestlichen Mondvorderseite in der Ebenen zwischen Oceanus Procellarum und Mare Imbrium.
Er liegt nördlich des Kraters Diophantus und östlich von Angström.
Im Osten des Kraters verläuft die Mondrille Rima Delisle und die Rupes Boris, im Süden die Rima Diophantus.
Der Kraterrand ist unregelmäßig, aber nur wenig erodiert, das Kraterinnere weist umfangreiche Rutschungen auf.
| Buchstabe | Position           | Durchmesser | Link |
| --------- | ------------------ | ----------- | ---- |
| K         | 28,99° N, 38,47° W | 3 km        |      |

Der Krater wurde 1935 von der IAU nach dem französischen Astronomen Joseph Nicolas Delisle offiziell benannt.
Seit 1985 heißt der im Westen von Delisle gelegene Berg Mons Delisle. Koordinaten: 29° 30' N / 35° 48' W. Durchmesser: 30 km.